# 国立国会図書館連絡調整委員会
国立国会図書館連絡調整委員会（こくりつこっかいとしょかんれんらくちょうせいいいんかい）は、国立国会図書館法第12条に基づいて国立国会図書館に置かれる委員会である。同法第13条に基づき、国立国会図書館が行うサービスの対象である国会、行政・司法各部門（各府省庁および最高裁判所）、国民3者のうち、国会および行政・司法各部門に対する奉仕の改善を勧告する権限を与えられている。

## 委員の構成
国立国会図書館連絡調整委員会の委員は、次の4名である。委員会の委員長は4人の委員の互選により選出されるが、委員長・委員ともに無報酬である。
- 衆議院議院運営委員長
- 参議院議院運営委員長
- 最高裁判所長官が委員に任命する最高裁判所裁判官1名
- 内閣総理大臣が委員に任命する国務大臣1名

この4名の人選は、国会において国立国会図書館の事務を監督する2名に加えて、勧告内容に関連する行政・司法各部門の幹部をもって充て、三権を横断する国立国会図書館の支部図書館や図書館奉仕の制度を調整させることを想定したものである。
立法府を代表する委員に指定されている議院運営委員長は、議院運営委員会が国会に所属する機関の監督を行う委員会であることから決められている。
行政府を代表する国務大臣の委員は、文部科学大臣（2001年の中央省庁再編以前は文部大臣）が組閣と同日に任命される慣例であり、これは官報で国務大臣任命の公示と同時に公示される。閣僚の名簿類で、文部科学大臣の正式な肩書きとして、文部科学大臣・国立国会図書館連絡調整委員会委員と併称されているものがあるのがそれである。

## 歴史
国立国会図書館連絡調整委員会は、その設置の目的のため、国立国会図書館が発足した1948年以来、連絡調整委員会は国立国会図書館の機能中の三権を横断する部分である行政および司法の各部門に置かれる支部図書館の業務改善に関する勧告をもっぱら行ってきた。
当初数か月から1年の間隔で開催された委員会は、国立国会図書館とその支部図書館制度の草創期であった1955年までの間に6回を数え、その都度両院の図書館運営委員会（1955年に議院運営委員会に併合）に対して勧告を行った。
国立国会図書館連絡調整委員会の勧告は、国立国会図書館が草創期を過ぎた1961年を最後に行われていないが、現在も委員の任命は国立国会図書館連絡調整委員会委員たる国務大臣・最高裁判所裁判官が交代するたびに続けられている。